# Obi Enechionyia
Obinna Kenechukwu Enechionyia, detto Obi (Springfield, 19 settembre 1995), è un ex cestista statunitense con cittadinanza nigeriana.

## Palmarès
- Copa Princesa de Asturias: 1

Betis Siviglia: 2019